# That's Nat
That's Nat è il primo album discografico in studio di Nat Adderley, pubblicato nel 1955 dall'etichetta Savoy Records.

## Tracce
Lato A
1. Porky – 5:10 (Nat Adderley, Julian Adderley)
2. I Married an Angel – 4:30 (Richard Rodgers, Lorenz Hart)
3. Big "E" – 10:35 (Nat Adderley, Julian Adderley)

Durata totale: 20:15
Lato B
1. Kuzzin's Buzzin' – 5:05 (Nat Adderley, Julian Adderley)
2. Ann Springs – 6:15 (Nat Adderley, Julian Adderley)
3. You Better Go Now – 5:50 (Bickley Reichner, Robert Graham)

Durata totale: 17:10

## Musicisti
- Nat Adderley - cornetta
- Jerome Richardson - sassofono tenore, flauto
- Hank Jones - pianoforte
- Wendell Marshall - contrabbasso
- Kenny Clarke - batteria